# Karl Reinecke (Feldpropst)

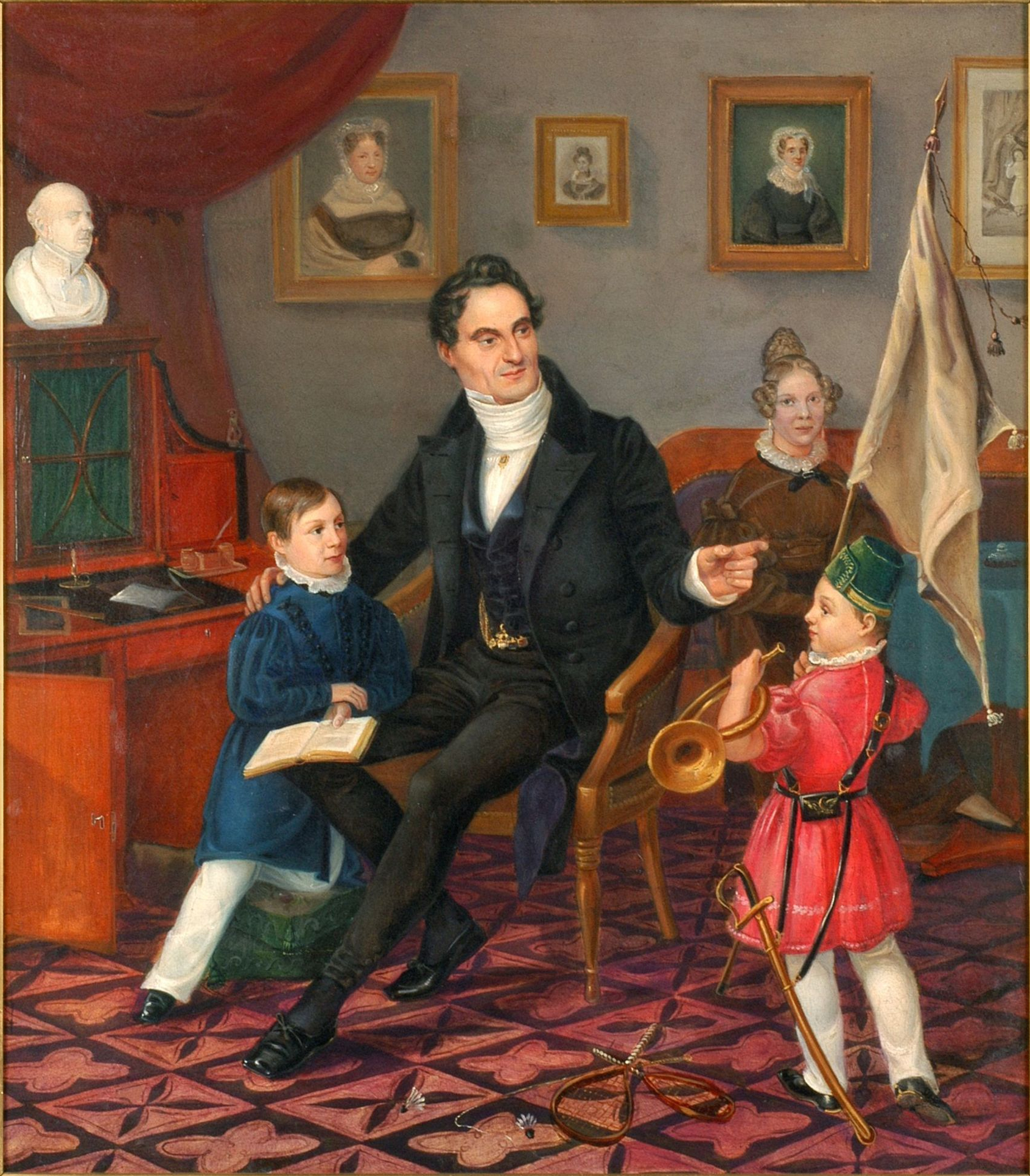
Karl Reinecke mit Söhnen und Ehefrau (um 1835)
Ölgemälde, Historisches Museum Hannover

Karl Reinecke (und Namensvarianten) (geboren 1. September 1797 in der Aegidien Gartengemeinde vor Hannover; gestorben 1877) war ein deutscher Pastor, Königlich Hannoverscher Garnisonprediger, Rektor der Garnisonschule in Hannover und Feldpropst.

## Leben
Ernst Carl Friedrich Reinecke wurde 1797 im Kurfürstentum Braunschweig-Lüneburg während der Personalunion zwischen Großbritannien und Hannover in der Aegidien-Gartengemeinde vor Hannover geboren.
Reineckes berufliche Laufbahn begann in der späteren Residenzstadt des Königreichs Hannover, als er 1822 als Collaborateur in der damaligen Garnisonkirche tätig wurde. 1828 erhielt er die Stellung des Pastors an der St.-Nicolai-Kirche in Bothfeld, kehrte aber schon im Folgejahr nach Hannover zurück, um – wiederum an der Garnisonkirche – als Nachfolger von Georg Heinrich Gündel nun als Erster Pastor der Kirchengemeinde im Gebäude an der Schmiedestraße Ecke Knochenhauerstraße zu wirken, dem späteren Platz Am Marstall. Ebenfalls 1829 übernahm Reinecke zudem die Leitung der für die größte und bedeutendste Garnison des Königreichs eingerichtete Garnisonschule in Hannover als deren Rektor.
Aus der Zeit um 1835 stammt ein im Historischen Museum Hannover erhaltenes Ölgemälde, das Reinecke mit seiner Ehefrau und seinen zwei Söhnen in seinem im Stil des Biedermeiers eingerichteten Wohnzimmer im Haus Schmiedestraße 197 zeigt.
1859 wurde Carl Reinecke mit dem Ritterkreuz des Guelphen-Ordens ausgezeichnet. Im Folgejahr 1860 wurde ihm der Titel eines Garnisonspredigers verliehen. 1862 wurde er schließlich zum Feldpropst der Hannoverschen Armee ernannt.
Carl Reinecke trat 1867 im Alter von 70 Lebensjahren als Geistlicher zwar in den Ruhestand, war jedoch der Redner bei der Einweihung des hannoverschen Ehrenmals in Langensalza im Jahr 1868. Der Feldprobst a. D., ausgezeichnet mit dem Preußischen Roten Adlerorden dritter Klasse, bewohnte 1877 das Parterre des Hauses Herrenstraße 15.

## Schriften (Auswahl)
- 1868: Predigt zur Einweihung des hannoverschen Denkmals in Langensalza, Nachdruck

## Archivalien
Archivalien von und über Ernst Carl Friedrich Reinecke finden sich beispielsweise
- als „[...] bedeutende Erinnerungsstücke aus seiner Garnisonkirche am Marstall“, die in den Anfängen des Historischen Museums Hannover übernommen wurden und in Teilen noch heute erhalten sind[1]